# Micro Instrumentation and Telemetry Systems
A Micro Instrumentation and Telemetry Systems (röviden MITS) egy amerikai elektronikai vállalat volt, amelyet Ed Roberts és Forrest Mims alapított 1969-ben az új-mexikói Albuquerque-ben. A MITS leginkább az Altair 8800 mikroszámítógép megalkotásáról ismert, amely 1975-ben elindította a személyi számítógépek forradalmát.

## Története
A cég kezdetben modellrakétákhoz gyártott miniatürizált telemetriai rendszereket, később azonban az elektronikus számológépek piacára lépett.

### Alapítás és a korai évek (1969–1972)
Henry Edward Roberts és Forrest Mims az Amerikai Légierőnél szolgáltak együtt, ahol közös érdeklődésük, az elektronika iránt összehozta őket. Cégüket eredetileg azzal a céllal hozták létre, hogy a hobbi-rakétamodellezők számára fejlesszenek és értékesítsenek kisméretű telemetriai eszközöket (pl. adókat, hőmérséklet-érzékelőket). Termékeik a Model Rocketry magazinban jelentek meg.
Az eszközeiket az otthonaikban gyártották és párszázas tételben tudták csak értékesíteni.

### Az elektronikus számológépek korszaka (1972–1974)
A telemetriai eszközök szerény üzleti sikere után Ed Roberts a cég profilját az 1970-es évek elején gyorsan fejlődő elektronikus számológépek piaca felé fordította. Ez a stratégiai váltás kezdetben sikeresnek bizonyult, de végül egy könyörtelen árversenybe torkollott, amely a MITS-et a csőd szélére sodorta.
1971-ben Roberts megtervezte a MITS 816 asztali számológépet. A gép különlegessége az volt, hogy nemcsak összeszerelt állapotban, hanem egy olcsóbb, "építsd magad" csomagban (kit) is megvásárolható volt. 
A modell a Popular Electronics magazin 1971. novemberi címlapján szerepelt, ami azonnali ismertséget hozott a cégnek. A négy alapműveletes (összeadás, kivonás, szorzás, osztás) gépből a megjelenést követő hónapokban több ezer darabot rendeltek, ami messze felülmúlta a korábbi termékeik iránti keresletet. A sikernek köszönhetően a MITS 1973-ra egymillió dolláros éves bevételt ért el.
A MITS sikere azonban rövid életűnek bizonyult. A piacra olyan nagy elektronikai vállalatok is beléptek, mint a Texas Instruments, amelyek a saját maguk által gyártott integrált áramköröknek köszönhetően drasztikusan csökkenteni tudták az áraikat. Kialakult az úgynevezett "számológép-háború", ahol a gyártók egymás árai alá licitálva kínálták termékeiket.
1974-re egy teljesen összeszerelt, márkás számológép gyakran olcsóbb volt, mint a MITS által kínált alkatrészcsomag. A MITS képtelen volt felvenni a versenyt, és hatalmas adósságot halmozott fel. A cég 1974 közepére több mint 300 000 dolláros (mai értéken kb. 1,8 millió dollár) adóssággal küzdött, és a bank a hitelkeretének visszavonásával fenyegetett.

### Az Altair 8800 (1974–1975)
A MITS 1974-re a csőd szélén állt. A számológép-háborúban felhalmozott adósságok miatt Ed Roberts egy radikális, utolsó mentsvárként szolgáló ötlet mellett döntött: egy olyan mikroszámítógép-készlet (kit) kifejlesztése, amely elég olcsó ahhoz, hogy a hobbi-elektronikusok számára is elérhető legyen. Ez a kockázatos vállalkozás nemcsak megmentette a céget, de elindította a személyi számítógépek forradalmát is.
Roberts egy olyan gépet képzelt el, amely az akkoriban újdonságnak számító és nagy teljesítményű Intel 8080-as mikroprocesszorra épül. A processzor listaára azonban 360 dollár volt, ami a gépet megfizethetetlenné tette volna. Roberts, merész üzleti húzással, nagy mennyiségű processzor megrendelését ígérve rendkívül kedvezményes, 75 dolláros darabárat alkudott ki az Inteltől, így a komplett gép árát 400 dollár alatt tudta tartani.
Az elkészült prototípust Roberts elküldte a Popular Electronics magazinnak, amely a számítógépes hobbi központi fóruma volt. A gép az 1975. januári szám címlapjára került, „Project Breakthrough! World's First Minicomputer Kit to Rival Commercial Models” (magyarul: „Áttörés! A világ első miniszámítógép-készlete, amely felveszi a versenyt a kereskedelmi modellekkel”) szalagcímmel.
A cikk váratlan érdeklődést generált. Roberts arra számított, hogy ha szerencséjük van, eladnak néhány száz darabot. Ezzel szemben a MITS-et a cikk megjelenését követő hetekben elárasztották a megrendelések. Csak február végéig több mint 1000 megrendelés érkezett, augusztusra pedig már 5000 gépet adtak el.

### A cég felvásárlása (1976–1977)
Az Altair 8800 kirobbanó sikere paradox módon a MITS hanyatlásának kezdetét is jelentette. A cég menedzsmentje nem tudott megbirkózni a hirtelen jött növekedéssel, miközben a piacon egyre erősebb versenytársak jelentek meg.
1976 végére Ed Roberts megelégelte a folyamatos nyomást és elkezdett vevőt keresni a cégre. A választása a Pertec Computer Corporation-re esett, amely egy kaliforniai székhelyű, hajlékonylemez-meghajtókat és más számítógépes perifériákat gyártó vállalat volt. A Pertec, amely lemaradt a mikroszámítógép-piacról, a MITS felvásárlásában látta a lehetőséget a gyors belépésre.
A felvásárlást 1977. május 22-én véglegesítették, a Pertec 6 millió dollár értékű részvénycsomagért cserébe jutott a MITS tulajdonába.